# Мачуха Саманішвілі
«Мачуха Саманішвілі» (груз. «სამანიშვილის დედინაცვალი») — радянський художній фільм, трагікомедія, знятий у 1977 році на студії Грузія-фільм. За однойменною повістю Давида Клдіашвілі. Прем'єра відбулася 2 квітня 1979 року в Москві.

## Сюжет
Фільм відбувається в дореволюційній Грузії початку XX століття. Платон Саманішвілі — нащадок зубожілого стародавнього дворянського роду. Його старий батько-вдівець оголошує про своє бажання одружитися, через що син приходить в жах. У тому випадку, якщо мачуха народить сина, то Платону доведеться ділити з ним убогий маєток, а у нього самого четверо дітей.
Тому він вирушає на пошуки майбутньої дружини для батька, яка вже двічі була б одружена, але при цьому не мала б дітей (тобто з великою ймовірністю безплідна). Подорож Платона закінчується ніби успішно: наречена Елена знайдена, згідно з давнім грузинським звичаєм —  викрадена і доставлена до нареченого. Однак через визначений термін у головного героя з'являється чорноокий і пустотливий братик…

## В ролях
| Актор              | Роль !! Дубляж                                                               |
| ------------------ | ---------------------------------------------------------------------------- |
| Василь Кахніашвілі | Бекіна Саманішвілі \|\| Олексій Алексеєв                                     |
| Імеда Кахіані      | Платон Саманішвілі, син Бекіни \|\| Володимир Ферапонтов                     |
| Нодар Чачанідзе    | Кириле Мімінашвілі, чоловік сестри Платона Саманішвілі \|\| Фелікс Яворський |
| Венера Непарідзе   | мачуха Елена \|\| Ніна Зорська                                               |
| Берта Хапава       | Мелано, дружина Платона Саманішвілі \|\| Валентина Ананьина                  |
| Шота Габелая       | Арісто \|\| Валентин Брилєєв                                                 |
| Саломе Канчелі     | Даріко, сестра Платона \|\|?                                                 |
| Василь Чхаїдзе     | дядько Кириле \|\|?                                                          |

## Знімальна група
- Режисер: Ельдар Шенгелая
- Сценарист: Резо Чейшвілі
- Оператори: Ломер Ахвледіані, Юрій Схіртладзе
- Композитори: Гія Канчелі, Джансуг Кахідзе
- Художники: Борис Цхакая, Джемал Кухалеїшвілі, Наум Фурман